# Spoorlijn Oberbrügge - Wipperfürth
De spoorlijn Oberbrügge - Wipperfürth is een Duitse spoorlijn en is als spoorlijn 2814 onder beheer van DB Netze.

## Geschiedenis
Het traject werd door de Preußische Staatseisenbahnen geopend op 30 juni 1910.  

## Aansluitingen
In de volgende plaatsen is of was er een aansluiting op de volgende spoorlijnen:
Oberbrügge
DB 2810, spoorlijn tussen Hagen en Dieringhausen
Anschlag
DB 2704, spoorlijn tussen Krebsöge en Anschlag
Wipperfürth
DB 2707, spoorlijn tussen Bergisch Born en Marienheide